# 于藏
于藏（法語：Uzan，法語發音：[yzɑ̃]）是法国大西洋比利牛斯省的一个市镇，位于该省北部偏东，属于波城区。

## 地理
于藏（43°28'49"N, 0°30'13"W）面积6.2 平方千米，位于法国新阿基坦大区大西洋比利牛斯省，该省份为法国东南部省份，涵盖了贝阿恩与北巴斯克，西临大西洋比斯開灣，北至朗德省，东北接热尔省，东临上比利牛斯省，南与西班牙接壤。
与于藏接壤的市镇（或旧市镇、城区）包括：阿尔诺斯、布永、布穆尔、加罗斯、热于达尔扎、拉勒勒、马兹罗勒。

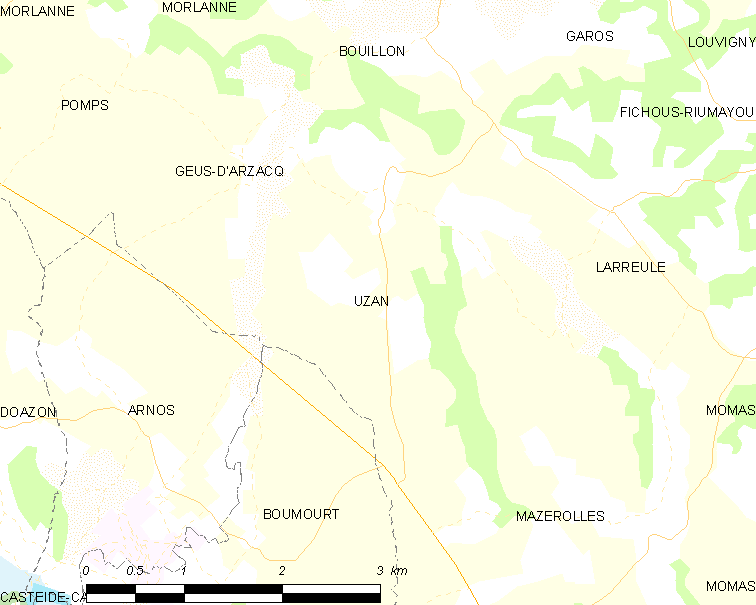
于藏的OSM定位图

于藏的时区为UTC+01:00、UTC+02:00（夏令时）。

## 行政
于藏的邮政编码为64370，INSEE市镇编码为64548。

## 政治
于藏所属的省级选区为阿尔蒂克斯和苏贝斯特尔地区县。

## 人口

1962-2008年间于藏人口变化图示

于藏于2022年1月1日时的人口数量为164人。